# منطقة سافوا

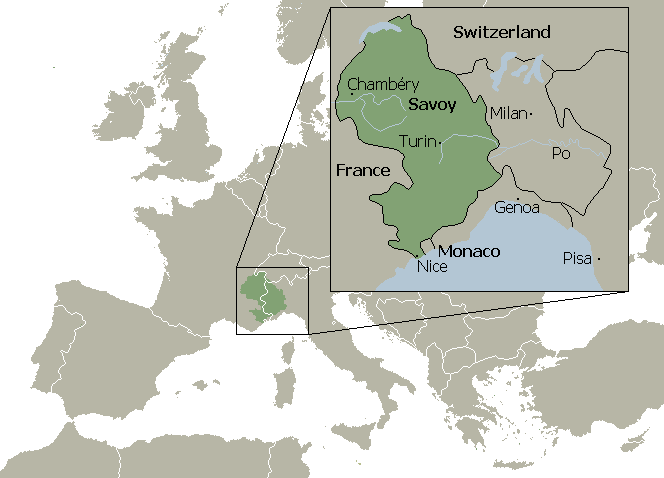
خريطة سفويا في القرن السادس عشر، فيما تمثل الخطوط البيضاء الحدود الدولية الحالية.

سفويا أو «سافوي» (بالإيطالية: Savoia)‏ (بالفرنسية: Savoie)‏ هي منطقة في أوروبا تقع غربي الألب. برزت بعد انهيار مملكة بورغوندي الفرنكية، والتي كان رودولف الثالث ملك بورغوندي آخر ملوكها. في العام 1003 أصبحت سلالة سفويا أطول الأسر المالكة حكما في أوروبا، حيث حكمت مقاطعة سفويا حتى العام 1416م ومن ثم دوقية سافوي من 1416 إلى 1714. تم ضم مقاطعة ودوقية سفويا إلى تورينو والمناطق الأخرى إلى بييمونتي. ظلت عاصمة دوقية سافوي هي مدينة شامبري وذلك حتى العام 1563 حين تحولت إلى تورينو. وفي القرن الثامن عشر ارتبطت دوقية سفويا بمملكة سردينيا فيما عرف رؤساء أسرة سفويا بكونهم «ملوك سردينيا»، كما ظلت تورينو عاصمتهم.

علم سفويا كان كذلك علم الإمبراطورية الرومانية المقدسة بين عامي 1200-1350.

تم ضم منطقة سفويا الأصلية إلى فرنسا في العام 1860، كجزء من الاتفاق السياسي مع نابوليون الثالث نتج عنه توحيد إيطاليا. لكن أسرة سفويا ظلت محتفظة بأراضي سفويا في الجانب الإيطالي فيما أصبح رؤساء الأسرة ملوكا على إيطاليا.
في فرنسا المعاصرة فان سفويا هي جزء من رون ألب منذ أن تم ضمها إلى فرنسا في العام 1860، وإقليم سفويا الفرنسي تم تقسيمه إداريا إلى إقليمين منفصلين هما:سافوا وسافوا العليا.

## احتلال فرنسي
تم احتلال سفويا من قبل القوات الثورية الفرنسية بين عامي 1792-1815، حيث ضمت المنطقة في بادئ الأمر إلى دائرة مون بلا "Mont-Blanc"، ثم وفي 1798 تم تقسيمها بين دائرة مون بلا وليما (التسمية الفرنسية لبحيرة جنيف).
وفي 13 سبتمبر 1793 قام قوات سفويا المشتركة، وبييمونتي وفالدوت بالقتال والخسارة ضد قوات الجيش الفرنسي في سفويا التابعة لفرنسا وذلك في معركة ميربل "Bataille de Méribel". وقد استعادت مملكة سردينيا كل من سفويا وبييمونتي ونيس من خلال مؤتمر فيينا بين عامي 1814-1815.

## معرض صور

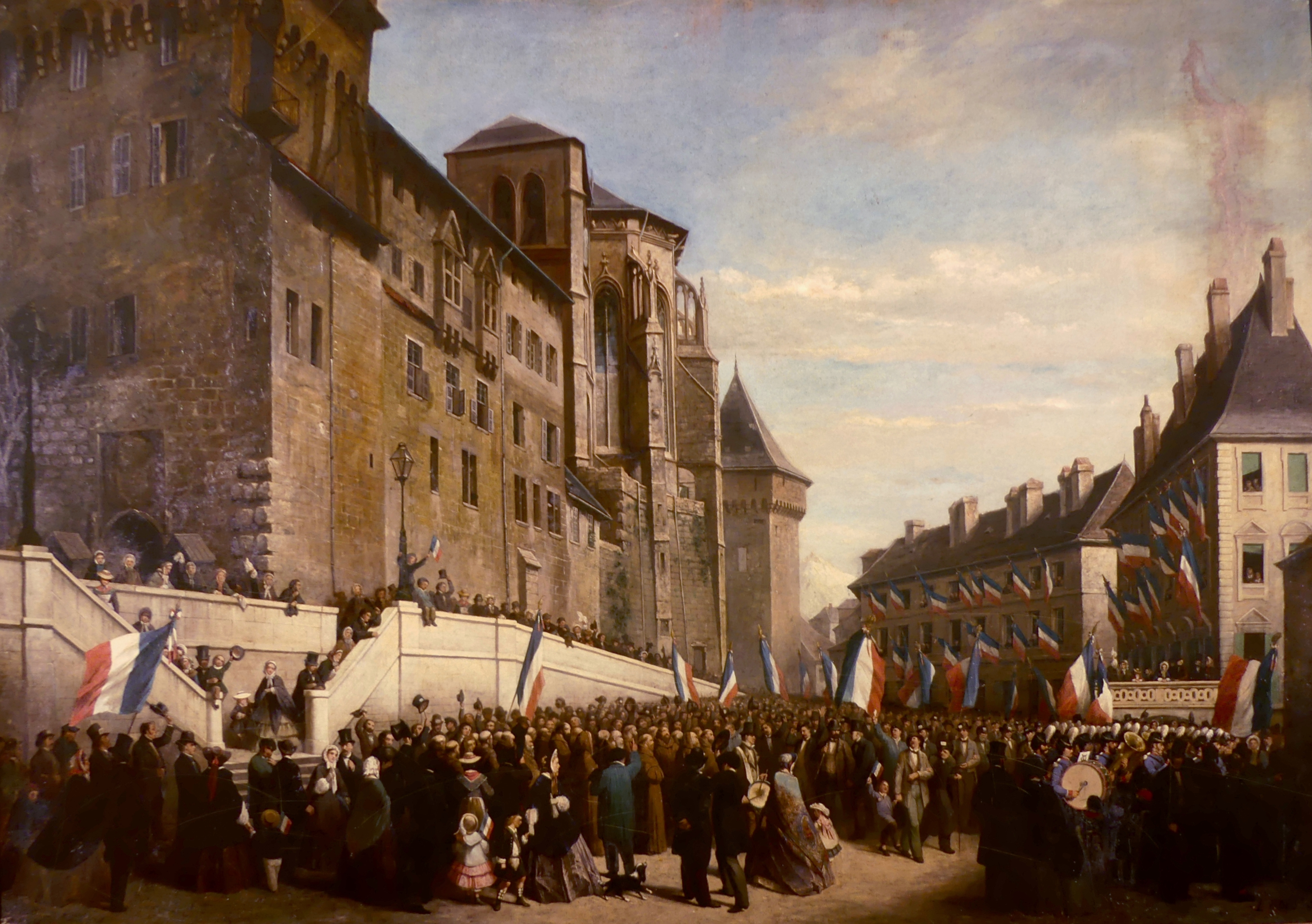
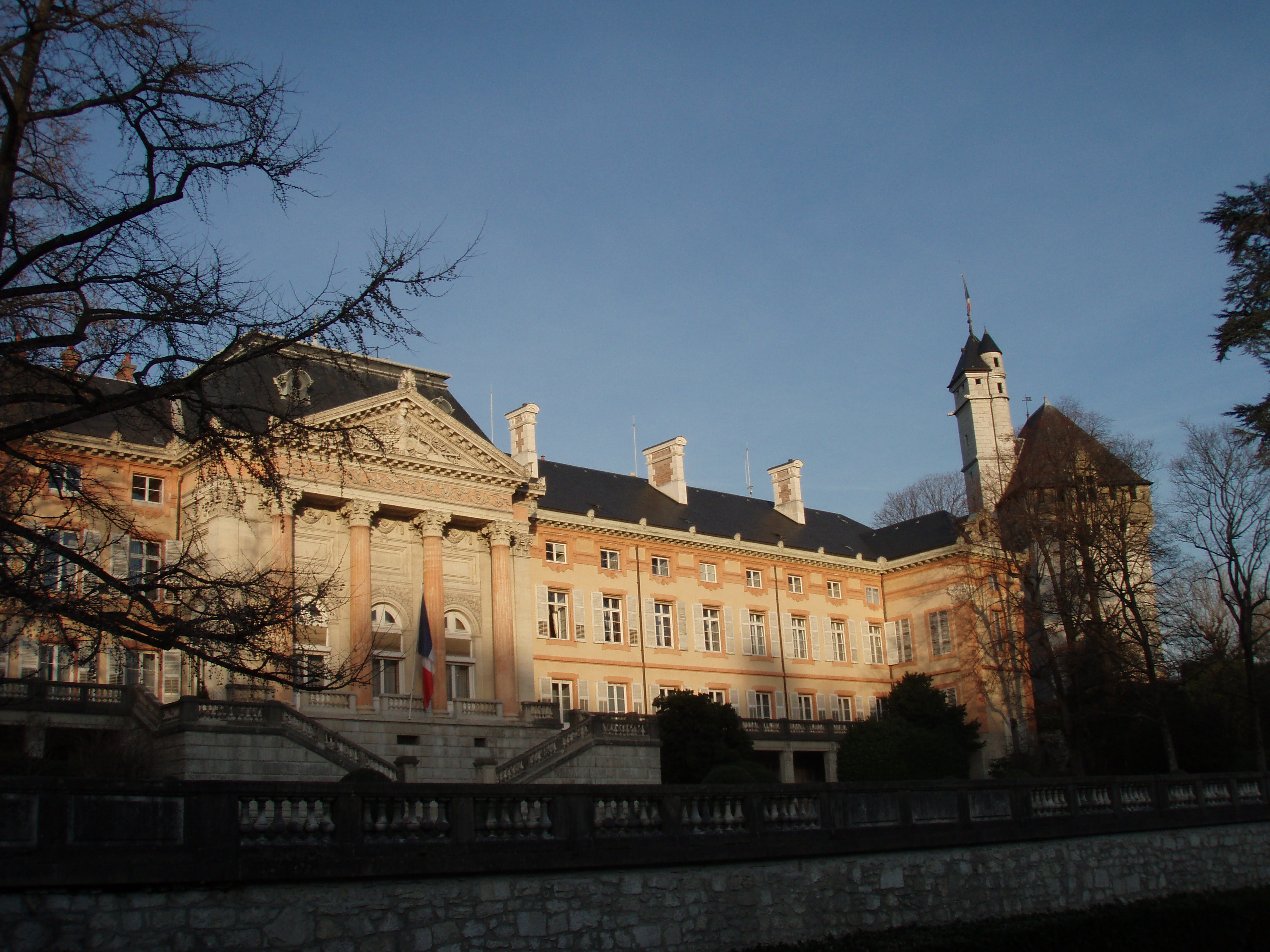

## وصلات خارجية
- Regional tourist guide